# Dubai Tennis Championships 2024
Dubai Tennis Championships 2024 — тенісний турнір, що проходив на кортах з твердим покриттям у місті Дубай, ОАЕ з 19 лютого до 3 березня. Належав до категорій ATP 500 та WTA 1000.

## Фінальна частина

### Чоловіки, одиночний розряд
Юго Енбер —  Олександр Бублик 6–4, 6–3

### Жінки, одиночний розряд
Жасмін Паоліні —   Ганна Калінська 4–6, 7–5, 7–5

### Чоловіки, парний розряд
Таллон Ґрікспор /  Ян-Леннард Штруфф —  Іван Додіг /  Остін Крайчек 6–4, 4–6, [10–6]

### Жінки, парний розряд
Сторм Гантер /  Катержина Сінякова —  Ніколь Меліхар /  Еллен Перес 6–4, 6–2